# Walcheren
Walcheren fue una antigua isla, hoy península, localizada en la provincia de Zelanda, Países Bajos. Los laterales de la isla situados a orillas del mar del Norte son dunas; el resto de su costa está formado por diques. Midelburgo se encuentra en el centro de la isla. Esta ciudad es la capital de la isla y Flesinga, a 9 km al sur, es el principal puerto. El tercer municipio es Veere.
Originalmente, Walcheren era una isla, pero los pólderes y una presa hidráulica a través del estrecho de Sloe la han conectado con la (antigua) isla de Zuid-Beveland, que a su vez se conectó con el Brabante Septentrional, en tierras continentales.

## Historia antigua

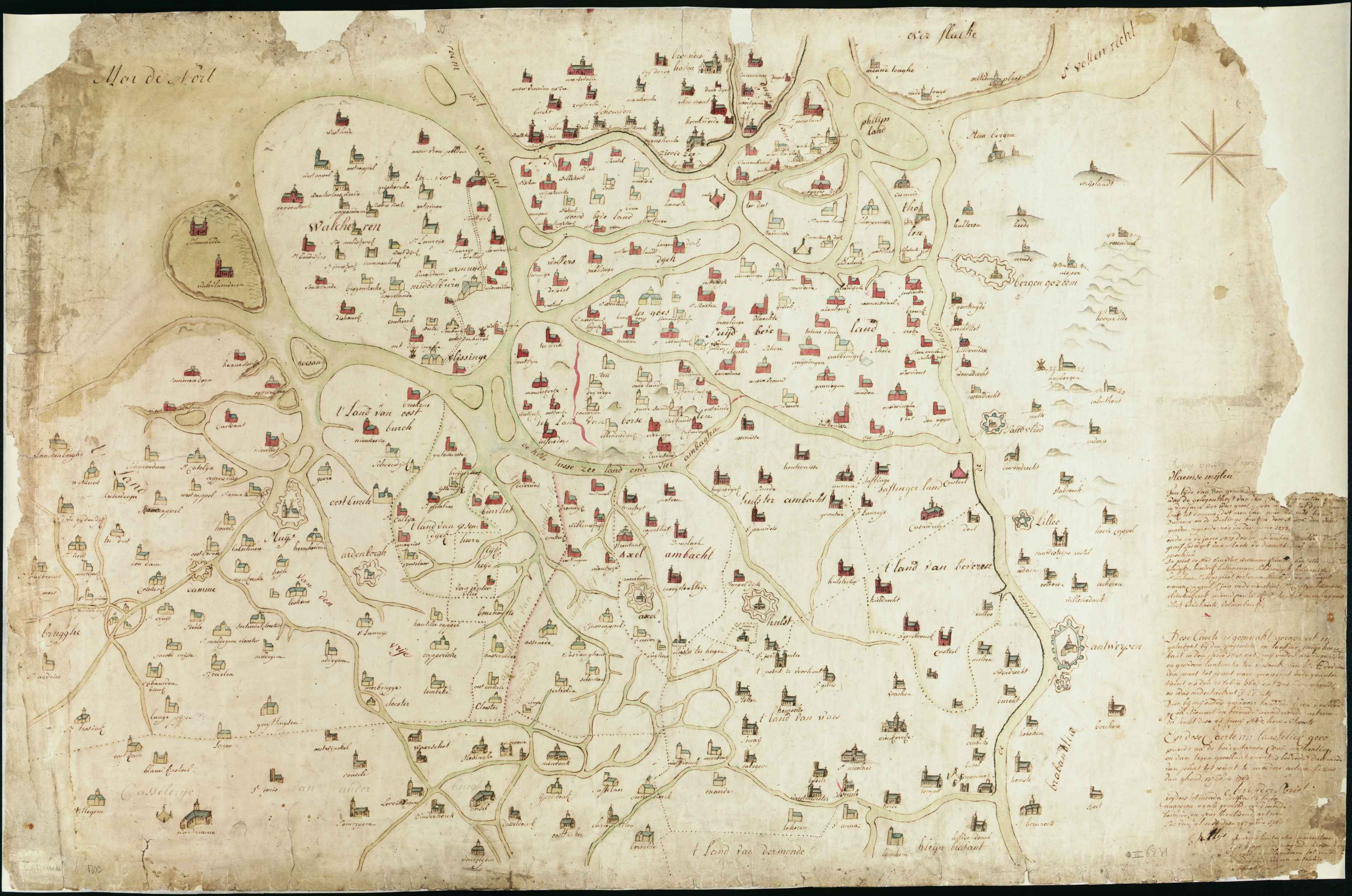
Walcheren (parte superior izquierda) en un mapa de 1274.

Ya en época romana, la isla era un punto de partida para las naves que partían hacia la Britania romana. Existía un templo dedicado a la diosa Nehalennia, diosa muy querida entre aquellos que deseaban afrontar las aguas del mar del Norte. Los romanos la llamaron "Wallacra", un término probablemente asociado con Walha, el nombre que daban los germanos a los pueblos extranjeros. En Walcheren se asentó el vikingo danés Harald, que conquistó en el siglo IX lo que es hoy Países Bajos, junto con su compatriota Rorik (o Rurik). Para algunos investigadores era la isla descrita por Ibn Rustah como la sede del jaganato de Rus', hipótesis endeble. Para otros, Walcheren sería el Hades descrito por Homero, otra conjetura.

## Guerras napoleónicas
El 30 de julio de 1809 un ejército británico de 39 000 hombres desembarcó en Walcheren con el fin de ayudar a Austria en su guerra contra Napoleón y atacar la flota de Francia amarrada en Lavado (Vlissingen). La expedición fue un desastre: los austríacos ya habían sido derrotados en la batalla de Wagram y solicitado la paz, por lo que el objetivo estratégico se había perdido, y la flota francesa se había desplazado hacia Amberes. Los británicos se retiraron en diciembre tras perder más de 4000 hombres, en gran medida por la enfermedad que fue llamada la "fiebre de Walcheren", probablemente una combinación de malaria y tifus.

## Segunda Guerra Mundial
Estratégicamente situado en la desembocadura del río Escalda (en inglés, Scheldt), Walcheren fue clave para permitir el uso del puerto de aguas profundas de Amberes. Esta ciudad se encuentra aguas arriba sobre la margen derecha del estuario del sur del río. La ciudad fue objetivo en 1940 de las tropas neerlandesas y alemanas, y nuevamente en 1944 durante la batalla de la Isla Walcheren, cuarta y última etapa de la batalla del Escalda.[cita requerida]
El 3 de octubre de 1944, la RAF bombardeó el dique de defensa contra el mar en Westkapelle lo que produjo una inundación. La 2.° División de Infantería de Canadá despejó Beveland del Sur al este y se acercó a la isla el 31 de octubre de 1944. El plan era cruzar el canal de Slooe, pero la avanzada de tropas de la 5.ª Brigada canadiense encontró que el lodo del canal hacía que los barcos de asalto fueran inútiles. La única vía posible era la calzada de Walcheren de 40 metros de ancho, un puente de tierra de una milla de largo desde el sur de Beveland a la isla.[cita requerida]
El Canadian Black Watch envió una compañía durante la noche del 31 de octubre, pero fueron detenidos. Los Calgary Highlanders enviaron dos compañías; el segundo ataque tuvo éxito en establecer una cabeza de puente en la isla. Sin embargo los Highlanders fueron rechazados, tras haber perdido 64 muertos y heridos. Le Régiment de Maisonneuve les prestaba apoyo en la calzada, apoyados por los  Glasgow Highlanders del ejército británico.[cita requerida]
Mientras tanto, el 1 de noviembre de 1944, la Brigada de fuerzas especiales británicas aterrizó en el extremo occidental de la isla en Westkapelle con el fin de silenciar las baterías costeras alemanas que cubrían el Escalda. El asalto anfibio (Operación Infatuate) fue un éxito y el 8 de noviembre, toda la resistencia alemana en la isla había sido vencida.[cita requerida]